# Backbone (radio)

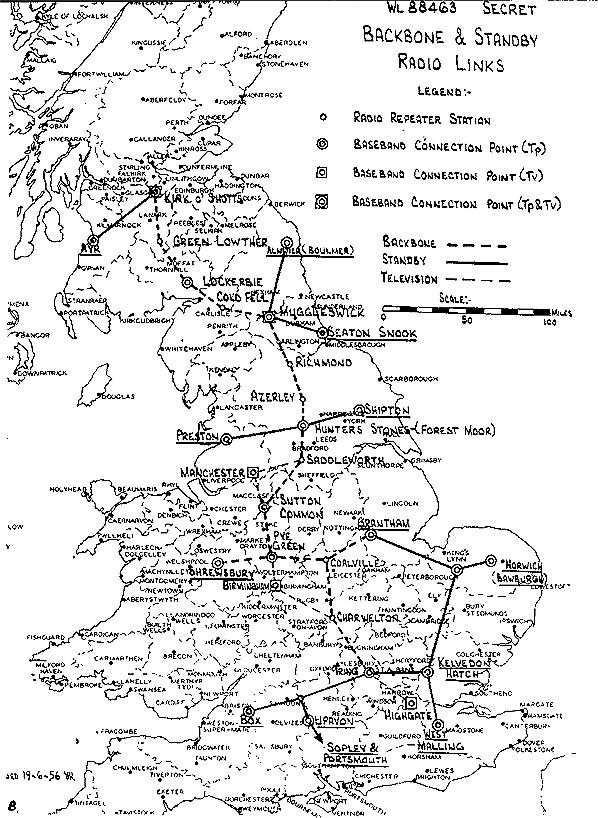
Backbone 1956 (förslag).

Backbone var kodnamn för det radiolänknät som dåvarande General Post Office i Storbritannien började projektera och bygga 1954. Syftet var att tillgodose behovet av tele- och datakommunikation för bl.a. den brittiska försvarsmakten i händelse av ett anfall med kärnvapen.

## Bakgrund
Efter andra världskriget dröjde det inte länge förrän maktbalansen drev fram det kalla kriget. Rädslan för en kärnvapenattack från Sovjetunionen fick Storbritannien och många andra regeringar att planera för det värsta. Behovet av goda kommunikationer var en viktig del i förberedelserna och i en rapport från 1956 föreslog kommittén The Official Committee (of civil servants) on Civil Defence att följande prioriteringar skulle göras:
1. Storbritanniens luftvärn, i synnerhet de kommunikationslinjer som knöt radarstationerna (se ROTOR) till luftbevakningscentralerna.
2. Möjligheten att slå tillbaka med hjälp av kärnvapen
3. Ledningsförmågan för marina operationer
4. Ledningsförmågan för civilförsvarsförband och hemvärnsförband, särskilt sambandsmedel för regeringens stabsplats
5. Sambandsmedel för internationell trafik till och från civila och militära ledningsfunktioner

## Sambandsmedel
Kommittén konstaterade att befintliga system inte kunde hantera behovet av teletrafik, eftersom kablarna gick genom städer och följaktligen kunde slås ut vid en attack. Därför föreslog man att det nya systemet skulle ha tre olika typer av sambandsmedel: reservkabelnät, radiolänknät och radionät.

### Reservkabelnätet
Reservkabelnätet bestod av rikstäckande kablar som inte drogs igenom storstäderna. Detta var egentligen bara en vidareutveckling av en idé från början av 1950-talet vilken syftade till att skydda kommunikationsmöjligheter genom att:
1. Bygga underjordiska telestationer av bunkermodell i London och i fem mycket viktiga industristäder.
2. Förstärka skyddet för byggnader ovan jord i mindre viktiga städer.
3. Sprida ut telestationerna i städer enligt punkt 1. och 2.
4. Bygga kabelringar för att ta sig förbi vissa större städer.

Underjordiska telestationer enligt punkt 1 byggdes i London, Birmingham och Manchester. Liknande stationer planerades i Liverpool, Leeds och Glasgow, men byggdes aldrig p.g.a. brist på pengar. Av samma anledning genomfördes de övriga åtgärderna bara i mycket blygsam omfattning.

### Radiolänknätet Backbone
Enligt rapporten från 1956 skulle emellertid inte kabelnätet på långa vägar räcka till för behovet av tillförlitliga kommunikationer, förutom att det skulle ta mycket lång tid att bygga dem. Därför föreslog man att ett antal radiolänkstationer skulle byggas från norr till söder, alla belägna minst 15 km från sannolika bombmål. På grund av brist på pengar stod dock inte Backbone klart förrän 1964. Under byggnationstiden dolde man det egentliga syftet med radiolänknätet genom att säga att man byggde ut transmissionskapacitet för television. Ursprungslösningen var tänkt att utgöra en stationskedja från sydöstra England till Skottland. Stationsplatserna förändrades efter hand som projektet fortskred, men i juli 1956 hade nedanstående 14 platser identifierats (från syd till nord):
- Tring, Hertfordshire
- Charwelton, Northamptonshire
- Coalville (Copt Oak), Leicestershire[2]
- Pye Green BT Tower, Staffordshire
- Sutton Common, Cheshire
- Saddleworth, Yorkshire
- Hunters Stones, vid Norwood inte långt från Menwith Hill som ligger 6 miles från Harrogate och 14 miles från Skipton i Yorkshire
- Azerley, Yorkshire
- Richmond, Yorkshire
- Muggleswick, county Durham
- Cold Fell, Cumberland
- Lockerbie, Dumfriesshire
- Green Lowther, Dumfriesshire
- Kirk o' Shotts, Lanarkshire (En GPO-radiostation inte långt från BBC:s radiostation)

Ytterligare två Backbonestationer planerades för Shrewsbury och Grantham (Carlton Scroop), som skulle ansluta till övriga nätet via Pye Green respektive Coalville (Copt Oak).

### Radionätet
Radiolänknätet Backbone skulle alltså i första hand utgöra transportnät för civil och militär försvarsrelaterad kommunikation. För anslutningen till Backbone krävdes dock, förutom kabelnät, också andra möjligheter, eftersom merparten av de militära anslutningarna fortfarande gick via vanliga telekablar som endast delvis reserverats för militärt bruk (s.k. mx-ledningar). Dessa var beroende av ett antal telestationer och följaktligen känsliga för sabotage. Lösningen blev att sätta upp radioförbindelser mellan viktiga installationer och Backbone-stationerna.